# エリー・バインホルン
エリー・バインホルン（Elly Beinhorn 、1907年5月30日 - 2007年11月28日）は、ドイツのパイロットである。

## 生い立ち
1907年5月30日にプロイセン王国のハノーファーで生まれた。
1928年に歴史的な大西洋東西横断飛行を成し遂げて間もない有名な飛行士のヘルマン・コールの講演会に参加し、これが彼女の飛行への興味に火をつけた。
ちょうど21歳の時に親の望みとは違いさして多くない遺産から捻出した貯金を持ってベルリンのシュパンダウ区へ引越し、そこでベルリン＝シュターケン飛行場で教官のオットー・トムセン（Otto Thomsen ）指導の飛行教習を受けた。彼女は直ぐにクレムの小型機KL-20で単独飛行を行ったが、貯蓄が尽きると週末に曲技飛行の展示を行うように勧められた。これは実入りの良い仕事ではあったがバインホルンは個人的には満足できなかった。

## 長距離飛行

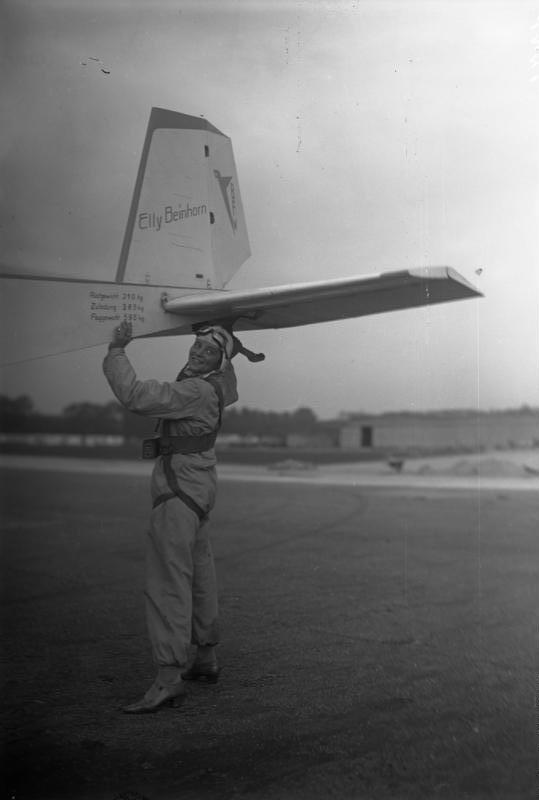
エリー・バインホルン（1933年）

バインホルンの本当の望みは長距離飛行であり、1931年に学術探検で西アフリカのポルトガル領ビサウ（現在のギニアビサウ）へ飛ぶ機会を掴んだ。その帰路にエンジン故障によりサハラ砂漠に不時着する破目になり、遊牧民のトゥアレグ族の助けでトンブクトゥ行きのラクダの隊商に合流した。その後、彼女は搭乗機の部品を回収するために墜落現場に戻った。フランス当局は彼女の苦境の知らせを受け、彼女を回収するために軍用の複座機を派遣した。
1931年4月、バインホルンは完全に回復し、多くの人々から暖かい歓迎を受けるために自分で操縦してベルリンに戻ることができるようになった。
このすぐ後に別の長距離飛行に乗り出したところ、搭乗機のクレム単葉機がペルシアのブーシェフル近郊で機械故障をこじらせた。彼女はブーシェフルにいたもう一人のパイロットのモイェ・スティーブンスを見つけ、彼がクレム機の故障を直す手助けした。スティーブンスと探検旅行記家のリチャード・ハリバートンは、彼らが魔法の絨毯と呼ぶステアマン C3B複葉機で世界中を回っていた。バインホルンは、エベレストへの飛行を含め2人の飛行の一部に合流してともに飛行し、彼女はバリ島へ最終的にはオーストラリアへ飛んだ。この過程でバインホルンはエミー・ジョンソンに続いてヨーロッパからオーストラリアへ単独飛行した2番目の女性パイロットとなった。バインホルンについて書かれたリチャード・ハリバートンの著書『飛ぶ女（Flying Girl）』（1935年）の序文には彼女の乗機の修理をしたモイェ・スティーブンスの写真が掲載されている。
北オーストラリアのダーウィンを経由して、1932年3月にバインホルンはシドニーに到着した。乗機は分解されてニュージーランド、その後パナマに運ばれ、そこで再度組み立てられた。バインホルンは南アメリカの西海岸での飛行を再開し、ペルーでは勲章を授与された。続いて無謀とも思えるアンデス山脈を横断し、ブラジルでもう一度乗機は分解されてからドイツへ出荷された。バインホルンは1932年6月にベルリンに到着した。
今や有名人となったが1万5,000マルクかそれ以上の負債を負ったバインホルンは、賞金1万マルクのヒンデンブルク・カップや彼女が飛行士としての経歴を続けて行けるようなその他の金銭的な賞をドイツの航空機産業界から授与されて驚き喜んだ。バインホルンは記事の執筆も続け、冒険旅行の写真集を売ることで貯蓄を増やしていった。
借金を返済し終えるとバインホルンはアフリカに向けて飛び立ち、東海岸に降りると次に西海岸までアフリカ大陸を横断した。
翌年、バインホルンは船便で乗機をパナマへ送り出すとそこからメキシコを経由してカリフォルニア州まで行き、その後アメリカ合衆国を横断してワシントンD.C.とマイアミへ飛んだ。バインホルンと乗機は1935年1月に船でドイツに帰ってきた。今やバインホルンは本当のドイツのヒロインになっていた。

## ベルント・ローゼマイヤーとの婚姻

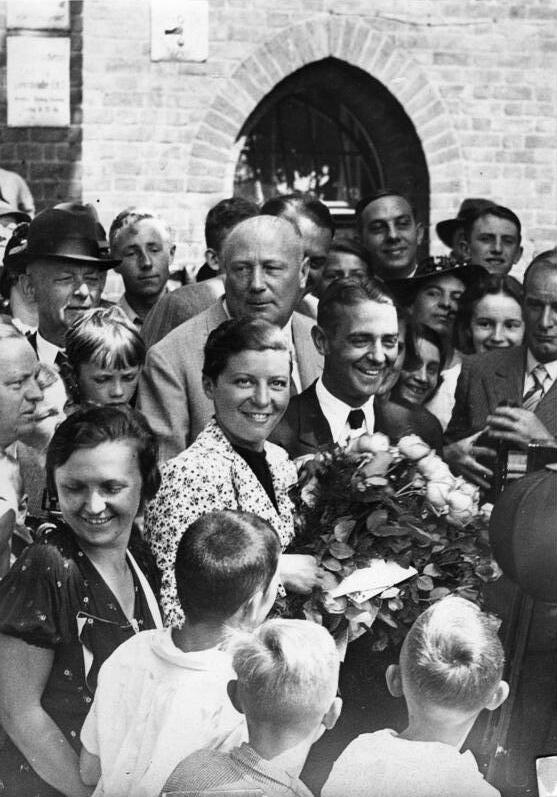
ベルント・ローゼマイヤーとの結婚式にて

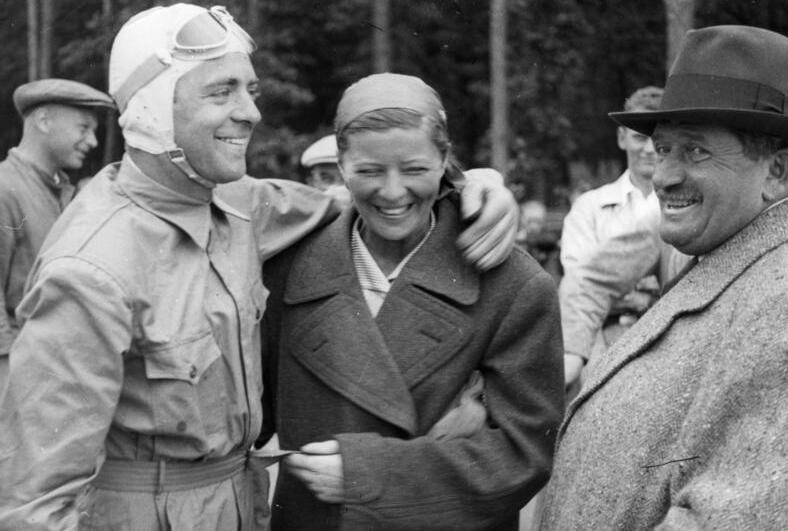
ニュルンベルクにて1937年、ベルント・ローゼマイヤー、フェルディナント・ポルシェと

彼女は祖国で講演活動を行なうようになり、それが主たる収入源となっていた。1935年9月29日にアウトウニオンの招待でチェコスロバキアのブルノの街で開催されたチェコスロバキア・グランプリに出席していた。彼女は優勝者のベルント・ローゼマイヤーを祝福し、彼はバインホルンに魅了されたらしく、2人はその夜ともにダンスを踊り、1936年7月13日に結婚した。冒険的な女性飛行士と恐れを知らないレーサーという真に名士のカップルはナチス・ドイツの祝杯のようなものであった。ハインリヒ・ヒムラーの命令でベルントは嫌々親衛隊員にさせられた。
1937年11月には息子のベルント ジュニアが誕生したが、その僅か10週間後にベルント・ローゼマイヤーはアウトウニオンの速度記録車で速度記録に挑戦中に事故で死亡した。国民的な英雄として彼は多くのドイツ人に悼まれた。エリーはアドルフ・ヒトラーを含むナチスのお歴々から悔やみの言葉を受けたが、彼女は簡単な政治色を排除した葬儀を要望した。この望みは無視され、数人のナチス高官が墓石の横で演説を行った。エリーが葬儀から立ち去ったことは、ナチスがベルントの葬儀を党のものだと主張し個人的な行事を取り上げてしまったことに対する抗議を示していた。

## 2度目の結婚と戦後の生活
1941年にバインホルンはカール・ヴィットマン医師（Dr. Karl Wittman）と結婚し、娘のシュテファニー（Stephanie）をもうけた。
第二次世界大戦後、ドイツではエンジン付の航空機が禁止されていたためバインホルンは短い期間グライダーで飛行していたが、間もなくスイスへ移住して飛行機での飛行を続けた。
1979年にバインホルンは72歳で操縦士免許を返上した。

## 晩年と死
晩年、バインホルンはミュンヘン近郊のオットーブルンに居住した。近くに住む息子のベルント・ローゼマイヤー医師（Dr. Bernd Rosemeyer ）は整形外科医として成功しており、妻のミカエラ・フォン・カステル＝リューデンハウゼン伯爵（Countess Michaela von Castell-Ruedenhausen）との間に2人の子供がいる。
エリー・バインホルンは2007年11月28日に100歳で死去した。

## 書籍
- Chris Nixon & Elly Beinhorn-Rosemeyer: "Rosemeyer!", Transport Bookman Publications 1989, ISBN 0851840469